# 梅氏壁虎
梅氏壁虎（学名：Gekkos melli）是壁虎科壁虎属的一种，分布于中国广东、江西等地。本种最早由德国动物学家特奥多尔·福格特（Theodor Vogt）命名发表，种加词源自德国动物学家鲁道夫·梅尔（Rudolf Mell）的姓氏。
2011年从蹼趾壁虎的次定同物异名恢复为有效种。

## 保护
本种于2023年被收录入《有重要生态、科学、社会价值的陆生野生动物名录》。